# Dűne (film, 1984)
A Dűne (angolul Dune) egy 1984-ben bemutatott, David Lynch által rendezett tudományos-fantasztikus film, amely Frank Herbert 1965‑ös azonos című regényén alapul. A főszereplő Kyle MacLachlan mellett, aki Paul Atreides szerepét játszotta el, sok más híres amerikai, latin-amerikai és európai színész szerepelt, mint például Sting, José Ferrer, Virginia Madsen, Linda Hunt, Patrick Stewart, Max von Sydow, Silvana Mangano és Jürgen Prochnow. A filmet a mexikói Churubusco stúdiókban forgatták a Toto együttes segítségével, akik a film zenéjét készítették el. A sivatagi jelenetek az észak-mexikói Chihuahua államban található samalayucai dűnéknél készültek.
A regény sikere után, 1971-ben megkezdődött a képernyőre viteléért folytatott harc.

## Szereposztás
| Szerep                              | Színész          | Magyar hangja (1. szinkron, 2001) |
| ----------------------------------- | ---------------- | --------------------------------- |
| Paul Atreides (Muad’Dib)            | Kyle MacLachlan  | Stohl András                      |
| Chani                               | Sean Young       | Major Melinda                     |
| Irulan Corrino hercegnő             | Virginia Madsen  | Solecki Janka                     |
| IV. Shaddam Corrino padisah császár | José Ferrer      | Végvári Tamás                     |
| Leto Atreides herceg                | Jürgen Prochnow  | Csernák János                     |
| Lady Jessica Atreides               | Francesca Annis  | Götz Anna                         |
| Stilgar                             | Everett McGill   | Széles Tamás                      |
| Gurney Halleck                      | Patrick Stewart  | Varga T. József                   |
| Vladimir Harkonnen báró             | Kenneth McMillan | Bácskai János                     |
| Feyd-Rautha Harkonnen               | Sting            | Vári Attila                       |
| Glossu Rabban                       | Paul L. Smith    | ifj. Jászai László                |
| Alia Atreides                       | Alicia Witt      | Czető Zsanett                     |
| Gaius Helen Mohiam Tisztelendő Anya | Siân Phillips    | Andai Györgyi                     |
| Ramallo Tisztelendő Anya            | Silvana Mangano  | Kovács Nóra                       |
| Duncan Idaho                        | Richard Jordan   | Lux Ádám                          |
| Thufir Hawat                        | Freddie Jones    | Rajhona Ádám                      |
| Dr. Wellington Yueh                 | Dean Stockwell   | R. Kárpáti Péter                  |
| Piter De Vries                      | Brad Dourif      | Holl Nándor                       |
| Dr. Pardot Liet-Kynes               | Max von Sydow    | Kárpáti Tibor                     |
| Iakin Nefud kapitány                | Jack Nance       | Kapácsy Miklós                    |
| Shadout Mapes                       | Linda Hunt       | Pásztor Erzsi                     |
| Harkonnen báró orvosa               | Leonardo Cimino  | Izsóf Vilmos                      |

További magyar hangok (1. szinkron)Bede-Fazekas Szabolcs, Baranyi Péter, Bodrogi Attila, Bordás János, F. Nagy Erika, Fabó Györgyi, Földi Tamás, Gruiz Anikó, Janovics Sándor, Kajtár Róbert, Oláh Orsolya, Sági Tímea

## Díjak, jelölések
- Oscar-díj (1985)
  - jelölés: legjobb hang
- Szaturnusz-díj (1985)
  - díj: legjobb kosztüm
  - jelölés: legjobb sci-fi film
  - jelölés: legjobb smink
  - jelölés: legjobb speciális effektusok
- Hugo Award (1985)
  - jelölés: legjobb filmdráma